# Герб Новотроїцького району
Герб Новотро́їцького райо́ну — офіційний символ Новотроїцького району, затверджений 29 січня 2015р. рішенням №842 XLVII сесії районної ради VI скликання. Автор - А.Б.Гречило.

## Опис
У щиті, перетятому на зелене та лазурове поля, стоїть золотий сокіл із розгорнутими назад крильми, над ними обабіч та під ними внизу – по срібній 4-променевій зірці; у золотій главі – три зелені трилисники конюшини. Щит облямований золотим декоративним картушем і увінчаний золотою територіальною короною. Під щитом на зеленій девізний стрічці золотий напис "НОВОТРОЇЦЬКИЙ РАЙОН".

## Символіка
Трилисник конюшини є давнім християнським символом Святої Трійці і тут уособлює назву району. Зелене поле означає урожайні землі району, а лазур вказує, що район з півдня омивається Сивашем. Сокіл символізує розвинуте в давнину мисливство. Три срібні зірки уособлюють Чумацький шлях, підкреслюють історичні чумацькі традиції. Золоте поле глави (на прапорі – жовта смуга), а також вписані у декор картуша золоті колоски, характеризують багатство Степової України та вказують на розвинуте сільське господарство і хліборобство.

## Історія

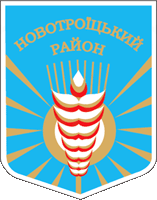
Герб 1998-2015 років

Був затверджений рішенням №64 від 25.11.1998 р. 4 сесії Новотроїцької районної ради XXIII скликання.
У щиті із співвідношенням висоти і ширини 13:10 в синьому полі золоті колос і сонце. Колос розміром по висоті — 1/2, по ширині 1/4 від ширини щита. Сонце радіусом 1/3 від ширини щита. В верхній половині щита — напис "Новотроїцький район" у два рядки з висотою літер 1/8 від ширини щита. Герб має срібну облямівку в 1/32 від ширини.